# Piekary (Jelcz-Laskowice)
Piekary (deutsch Beckern) ist ein Dorf in Niederschlesien. Der Ort liegt in der Gmina Jelcz-Laskowice im Powiat Oławski in der polnischen Woiwodschaft Niederschlesien.

## Geographie

### Geographische Lage
Das Angerdorf Piekary liegt zwei Kilometer östlich des Gemeindesitzes Jelcz-Laskowice (Jeltsch-Laskowitz), ca. 16 Kilometer nordöstlich von der Kreisstadt Oława (Ohlau) und rund 28 Kilometer südöstlich der Woiwodschaftshauptstadt Breslau. Der Ort liegt in der Nizina Śląska (Schlesische Tiefebene) innerhalb der Równina Oleśnicka (Oelser Ebene).
Der Ort liegt an der Bahnstrecke Opole–Jelcz-Laskowice.

### Nachbarorte
Nachbarorte von Piekary sind im Westen der Gemeindesitz Jelcz-Laskowice (Jeltsch-Laskowitz), im Norden Chwałowice (Quallwitz), im Osten Kopalina (Rodeland) und im Süden Nowy Dwór (Neu Vorwerk).

## Geschichte

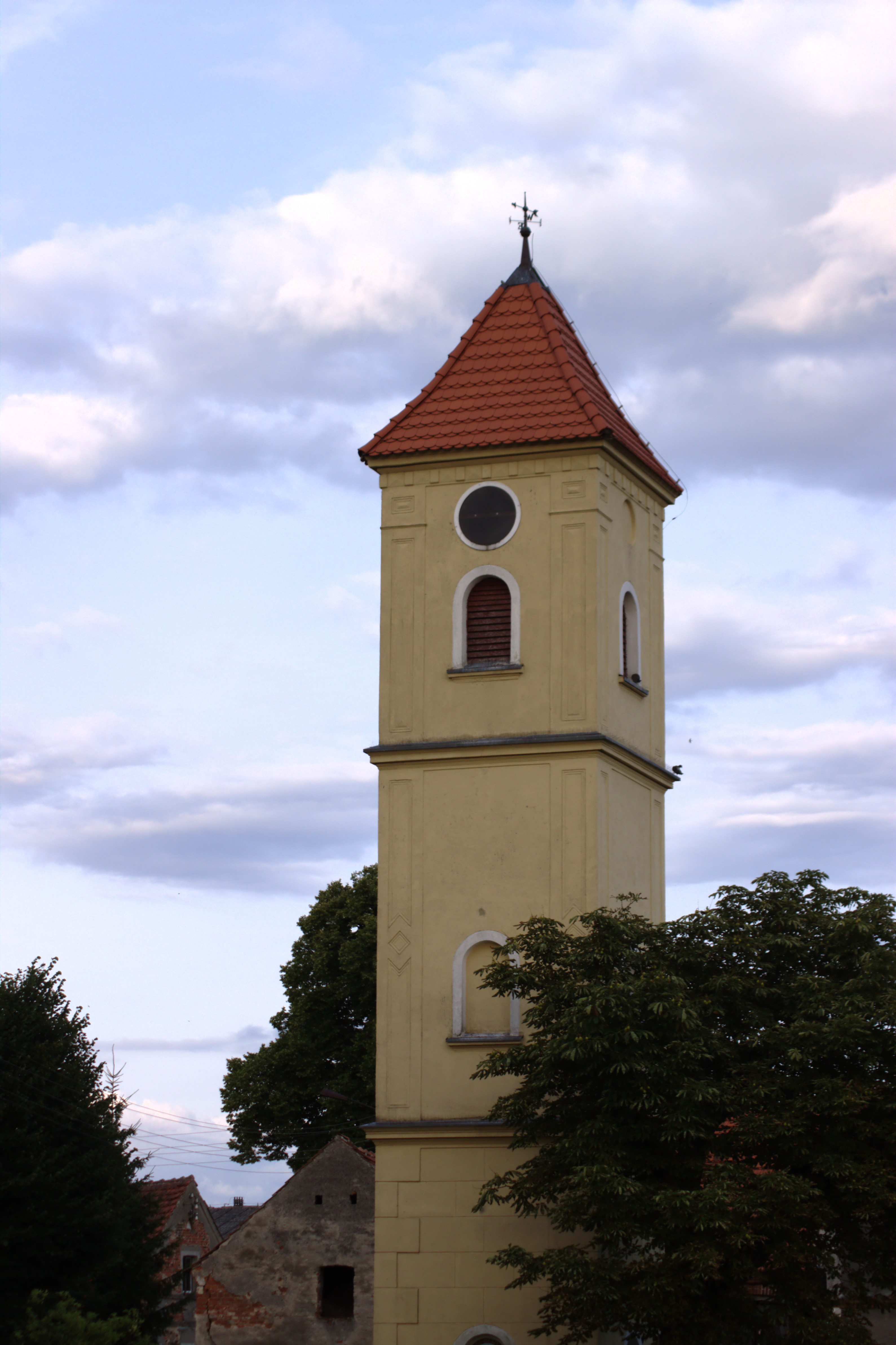
Glockenturm

Der Ort wurde 1305 erstmals als Peckir erwähnt. 1364 erfolgte einer Erwähnung als Bekkern.
Nach dem Ersten Schlesischen Krieg 1742 fiel Beckern zusammen mit dem größten Teil Schlesiens an Preußen. 1783 zählte der Ort ein Vorwerk und 19 Bauern.
Nach der Neugliederung Preußens gehörte die Landgemeinde Beckern ab 1815 zur Provinz Schlesien und war ab 1816 dem Landkreis Ohlau eingegliedert. 1874 wurde der Amtsbezirk Jeltsch gegründet, welcher die Landgemeinden Beckern, Bergel, Jeltsch, Neuvorwerk und Ottag und die Gutsbezirke Beckern, Jeltsch und Neuvorwerk umfasste. 1885 zählte der Ort 447 Einwohner.
1933 zählte Beckern 584, 1939 wiederum 538 Einwohner. Bis 1945 befand sich der Ort im Landkreis Ohlau.
Als Folge des Zweiten Weltkriegs fiel Beckern wie fast ganz Schlesien 1945 an Polen, wurde in Piekary umbenannt und der Woiwodschaft Breslau angegliedert. Die deutsche Bevölkerung wurde, soweit sie nicht vorher geflohen war, weitgehend vertrieben. Die neu angesiedelten Bewohner waren zum Teil Heimatvertriebene aus Ostpolen. 1999 kam der Ort zum Powiat Oławski in der Woiwodschaft Niederschlesien.

## Sehenswürdigkeiten
- Glockenturm
- Wegekapelle mit Marienbildnis

## Vereine
- Fußballverein Czarni Piekary
- Freiwillige Feuerwehr OSP Piekary